# Radieren
Das Radieren (lat. radere „abnehmen, entfernen, schaben, kratzen“) beschreibt den Vorgang der Oberflächenbehandlung eines festen Stoffs mit dem Ziel, etwas von seiner Oberfläche zu entfernen. Dies kann Teil des Grundmaterials sein oder eine aufliegende Schicht.
Das radierende Medium (der Radierer) besteht in der Regel ebenfalls aus festen Stoffen, die gegebenenfalls in Pasten gefasst sind oder aus Messern bzw. Glasfasern bestehen. Bei aufliegenden Stoffen muss die Haftkraft des Radierers zu diesen Stoffen höher sein als zum Grundmaterial. Beim Radieren des Grundwerkstoffs muss der Radierer härter als jener sein.

## Entfernung einer aufliegenden Schicht
Die einfachste Form des Radierens einer aufliegenden Schicht ist das Entfernen von durch Bleistift entstandene Zeichnungen oder Schrift von Papier mittels Radiergummi. Der früher  aus Kautschuk bestehende oder inzwischen häufig aus Kunststoff, meist PVC gefertigte Radiergummi besitzt zu den aufgetragenen Kohlenstoffpartikeln des Bleistifts eine höhere Adhäsion als das Papier und verbindet sich deswegen schneller zu Krümeln, die leicht zu entfernen sind. Maler des Mittelalters empfahlen die Methode des Radierens von Graphit mittels Brotresten.
In der Kunst wird für Bleistift-, Kohle- und Pastell-Zeichnungen Radierknete verwendet.
Bei der Ätzradierung ist diese Oberflächenbearbeitung – neben der folgenden Drucktechnik – ein Aspekt. Dabei wird eine Wachs- oder Lackschicht abgetragen, die über einer Metallplatte liegt. Bei der anschließenden Ätzung entstehen Vertiefungen im Metall, in denen die Druckfarbe für den Tiefdruck haftet.
Auch die Radierung der Vergolder und Kirchenmaler verwendet dieses Verfahren.

## Entfernung des Grundmaterials
Beim Radieren von Tusche oder Tinte mittels eines sogenannten Glasfaserradierers oder Schabemessern wird dagegen das Grundmaterial (in diesem Falle Papier) durch ein Schleifmittel (oft Bimsstein) in einer dünnen Schicht abgetragen um die auf dem Papier aufliegenden oder ins Papier eingedrungenen Pigmente zu entfernen. Dadurch leidet naturgemäß das Papier. Bereits die in den Schreibstuben kopierenden Mönche des Mittelalters radierten ihre Tintenkleckse mittels scharfer Klingen und Messer vom dadurch dünner werdenden Papier. Sowohl dieser Vorgang als auch die so bearbeitete Stelle des Manuskripts wird als Rasur bezeichnet.
Als künstlerische Technik wird das Herausschaben in diversen Kratz- und Schabtechniken angewendet.
Das Entfernen von Tinte mittels eines Tintenkillers beruht hingegen auf einer chemischen Umwandlung der im Papier verbleibenden Tinte, die dadurch unsichtbar wird, aber im Papier verbleibt.

## Gebräuchliche Radiermittel
Weitere Radiermittel und Werkzeuge sind:
- gebundene Schleifmittel
- Glaspinsel
- Glasfaserradierer
- Moulette
- Polierstahl
- Radiernadeln
- Radierschablone
- Roulette
- Radiermesser
- Wiegeeisen